# Zanetto

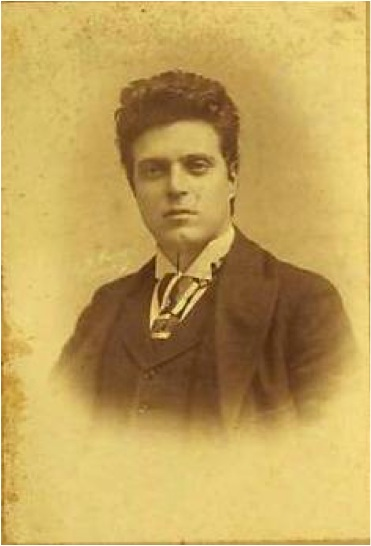
Pietro Mascagni 1895

Zanetto är en opera i en akt med musik av Pietro Mascagni och libretto av Giovanni Targioni-Tozzetti och Guido Menasci. Den hade premiär den 2 mars 1896 på Liceo Musicale Rossini i Pesaro. Endast 40 minuter lång och med en besättning på två sångare beskrevs Zanetto av kompositören som en scena lirica (lyrisk scen) snarare än en opera. Den utspelas på landsbygden nära Florens under renässansen och handlar om den vackra kurtisanen Silvia och den unge trubaden Zanetto. Librettot var hämtat från Emilio Pragas italienska översättning av François Coppées pjäs Le passant (Den förbipasserande) i vilken den unga Sarah Bernhardt hade rönt berömmelse i byxrollen som Zanetto.

## Historia
Zanetto var Mascagnis återkomst till enaktsformatet i sin första opera Cavalleria rusticana, vilken hade haft premiär 1890. Renässanshandlingen skilde sig avsevärt från den osminkade, nutida handlingen han hade använt sig av i Cavalleria rusticana, verket som gjorde honom världsberömd. 1892 arbetade Mascagni samtidigt på tre operor: Vistilia efter en roman av Rocco de Zerbi med handlingen förlagd till antikens Rom; Guglielmo Ratcliff, som han hade påbörjat 1882; och Zanetto, som hans förläggare Edoardo Sonzogno hade tänkt sig som en dubbelföreställning tillsammans med Cavalleria. Mascagni slutförde till sist Zanetto i oktober 1895. Den hade premiär den 2 mars 1896 som en del av det årliga firandet av Rossinis födelsedag på Liceo Musicale Rossini i Pesaro, där Mascagni nu var chef. Två av konservatoriets elever, Maria Pizzagalli och Stefania Collamarini, sjöng rollerna som Silvia och Zanetto. Därefter sattes operan upp på La Scala den 18 mars med samma sångare. Även om operan hade tagits emot med entusiasm i Pesaro blev mottagandet på La Scala ljummet. Edoardo Pompei, en musikkritiker och författare till en tidig biografi över Mascagni, tillskrev detta verkets lätthet som hade förstorats i stora teatersalonger såsom La Scala, som var van vid grandiosa uppsättningar:
Det skulle vara som om man visade upp en miniatyr från ett fönster på fjärde våningen och sedan förväntade att publiken på gatan skulle uppskatta det.
Trots mottagandet på La Scala framfördes verket i hela Italien på mindre teatrar under det följande året. Den framfördes även i ett privat sammanhang i London av systrarna Ravogli, Sofia och Giulia, 1896. Zanetto fick sin amerikanska premiär den 8 oktober 1902 på gamla Metropolitan Opera House dirigerad Mascagni och med Elena Bianchini-Cappelli som Silvia och Eugenia Mantelli som Zanetto. Liksom på La Scala var mottagandet blandat. Kritikern i New York Times beskrev musiken som "klangfull, honungssöt och melodiös" och prisade framförandet av Bianchini-Cappelli och Mantelli, men slutade med att "utanför Italien kan Zanetto aldrig bli mer än en mild kioskvältare". 
Premiärer i andra större italienska operahus skedde mer sporadiskt: 1905 på Teatro Costanzi i Rom, 1913 på La Fenice i Venedig, 1920 på Teatro Regio i Turin, och 1940 på Teatro Comunale i Florens. Mer nyligen har operan framförts på New Jersey State Opera 1988, på Teatro Comunale i Florens 1996 (med Sonia Ganassi som Zanetto), på Teatro Astor i Savona 2003, på Teatro Goldoni i Livorno 2007, och på New Yorks Carnegie Hall 2007 (i en konsertant framförande med Jennifer Larmore som Zanetto). En ny uppsättning iscensattes sommaren 2012 på Opera Holland Park i London, där den spelades tillsammans med Gianni Schicchi av Puccini.
Uppsättningen 2003 i Savona (förevigad på DVD) uppdaterades till 1900-talet med en slut som skilde sig avsevärt från originallibrettot. Ursprungligen efter att ha förkastat den unge Zanettos kärlek och skickat iväg honom, gråter Silvia ensam när han försvinner i fjärran. Men Savonachefen Beppe De Tomasi försåg Silvia med en pistol som hon sköt sig med i stället. En kort sektion av musiken i finalscenen fick tas om för att ackompanjera Silvias förehavande på scenen..

## Roller
| Personer                          | Röststämma          | Premiärbesättning 2 mars 1896 Dirigent: Pietro Mascagni |
| --------------------------------- | ------------------- | ------------------------------------------------------- |
| Silvia, en kurtisan               | sopran              | Maria Pizzagalli                                        |
| Zanetto, en ung poet och trubadur | kontraalt (byxroll) | Stefania Collamarini                                    |